# Fritz Prieger
Fritz Prieger, Deckname Franz Kuhle, (* 18. September 1877 in Wiesbaden; † nach 1925) war ein deutscher Seeoffizier, zuletzt im Rang eines Fregattenkapitäns, und Unterabteilungsleiter der Nachrichten-Abteilung N im Admiralstab im Ersten Weltkrieg.

## Leben
Fritz Prieger wurde als Sohn von Carl Prieger (1831–1890), Nachfahre von Johann Erhard Prieger und Onkel von Erich Prieger, und dessen Ehefrau Flora, geb. Kovatsch (geboren 1852 in Wien) in Wiesbaden geboren.
Nach dem Schulbesuch trat er als Seekadett Anfang April 1896 in die kaiserliche Marine ein und besuchte den Offizierkurs der Marineschule in Kiel. Es folgte 1904 sein Einsatz im Range eines Oberleutnant zur See als Kompanieoffizier bei der IV. Matrosenartillerie-Abteilung in Cuxhaven. 1907 war er als Kapitänleutnant Kommandant des Torpedobootes S 128 der der II. Halb-Flottille. Zusätzlich war er Kompanieoffizier bei der IV. Reserve-Halb-Flottille. 1909/1910 war er als Erster Offizier mit dem Kleinen Kreuzer Seeadler im Ausland für die Ostafrikanische Station unterwegs und war parallel an der Marineakademie. 1911 war er z. V. bei der II. Marineinspektion.
Noch vor Ausbruch des Ersten Weltkrieges wurde Fritz Prieger 1912 in den Admiralstab der Marine nach Berlin kommandiert. Ab Dezember 1913 war er mit der Leitung der Unterabteilung NI des Nachrichtenbüros (N) betraut. Die Unterabteilung mit dem Schwerpunkt der nachrichtendienstlichen Informationsbeschaffung in Richtung der potentiellen Kriegsgegner England und Frankreich gilt als ein wichtigstes innerhalb des Marinenachrichtendienstes. Priegers Aufgaben bestanden in der Anwerbung, Führung und Abwicklung von Spionagetätigkeiten. Zu diesem Zwecke führte er den Decknamen Franz Kuhle. Zu den durch Fritz Prieger angeworbenen und geführten Berichterstattern gehörte ab August 1914 der deutsche Seeoffizier und Reiseleiter Carl Hans Lody. Folgende Spionageeinsätze wurden u. a. durch Prieger koordiniert:
- Ludwig Schnitzer: von Prieger angeworben und seit Juli 1913 organisierte er Nachrichtenbeschaffung über englische Schiffsbewegungen, später enttarnt und festgesetzt
- Paul E. Daelen alias P. E. Parker alias Lambrecht alias William Kottkamp: von Prieger angeworben, im Zeitraum von September 1914 bis 1917 mehrere Operationen, mit dem Eisernen Kreuz, 2. Klasse ausgezeichnet
- Fred Herrmann: von Paul E. Daelen angeworben, bis Februar 1916 für NI im Einsatz mit Kontakt zu Karl Boy-Ed[11]
- Maximilian Johann Links alias John Mack: ab Oktober 1914 in England, später als britischer Spion enttarnt und in Deutschland gefangen genommen
- Wilhelm Rehder: ab Oktober 1914 bis April 1915 im Einsatz, stellte Kontakt zu einer Vielzahl von Personen her, welche in der Folge auch Spionageaktivitäten für NI unter seiner Subführung durchführten.
- Tullio Irace: Kapitän der italienischen Infanterie; nach London geschickt und bis Juni 1916 im Einsatz
- Georg Spitz alias George S. Speetz: in Südengland, im April 1917 in Deutschland wegen Geheimnisverrat angeklagt
- Robert Rosenthal: wurde enttarnt und verriet im Prozess den Namen seines Verbindungsmannes Prieger gemeinsam mit dem Decknamen und der Adresse des Hauptquartiers in Berlin (Belzigerstrasse 19), im Juli 1915 in London gehängt[8][12]

Fritz Prieger leitete die Unterabteilung NI bis 1918. Im November 1919 erhielt er den Charakter des Fregattenkapitäns. 1920 arbeitete er im Marineabwicklungsamt, wo er für die Abwicklung des Marinenachrichtendienst (4/Skl) zuständig war.
Am 12. April 1919 heiratete er in Berlin Gertrud Amthor. Zu seinem weiteren Lebensweg und zu seinem Tod liegen keine Informationen bzw. Quellen vor.